# إدوين لاند
إدوين هربرت لاند (7 مايو 1909 - 1 مارس 1991) كان عالمًا ومخترعًا أمريكيًا، اشتهر بأنه الشريك المؤسس لشركة بولارويد. اخترع مرشحات غير مكلفة لاستقطاب الضوء، ونظامًا عمليًا للتصوير الفوري داخل الكاميرا، وصاغ نظرية ريتينكس لرؤية الألوان، من أكثر اختراعاته شهرة هي كاميرا بولارويد الفورية [الإنجليزية] والتي أصبحت متاحة للشراء في أواخر عام 1948 وأتاحت إمكانية التقاط الصورة وتطويرها في غضون 60 ثانية أو أقل.

## الحياة و الوظيفة
وُلد إدوين لاند في بريدجبورت، كونيتيكت لأبوين يهوديين، ماتي (ني جولدفادن) وهاري لاند وهو تاجر خردة معدنية روسي. أثناء نشأته، كان معروفًا بتفكيك الأجهزة المنزلية، مثل ساعة الموقد والفونوغراف الجديد الذي اقتنته العائلة، كما تسبب فضوله عندما كان في السادسة من عمره باحتراق جميع الفواصم المنصهرة في المنزل. أدى ذلك إلى توبيخ والده له، الذي كان غاضبًا من تفكيك لاند للفونوغراف. وردًا على رفض والده، قطع إدوين لاند تعهدًا حازمًا بأن لا شيء أو أحد يمكن أن يمنعنه من تنفيذ التجارب. كان لديه أخت كبيرة تدعى هيلين تواجه صعوبة في نطق اسم إدوين، لذلك أطلقت عليه اسم "دين" وهو الاسم الذي ظل ينادى به بقية طفولته وكان يستخدم بين أقرب أصدقائه.
التحق لاند بأكاديمية نورويتش الحرة في نورويتش، كونيتيكت، وهي مدرسة ثانوية شبه خاصة، وتخرج في دفعة عام 1927 بمرتبة الشرف. سميت المكتبة هناك باسمه بعد وفاته، بعد أن تم تمويلها من خلال منح من عائلته.

## وفاته
توفي لاند في 1 مارس 1991، في كامبريدج، ماساتشوستس، عن عمر يناهز 81 عامًا. رفضت عائلة لاند وزوجته هيلين وابنتيه جينيفر وفاليري الكشف عن سبب وفاته. لاند نفسه لم يكن يحب أن يُكتب عنه، إذ أراد أن يترك وراءه إرثًا من الأعمال العلمية المنشورة بدلا من أن يكون موضوعًا للسير الذاتية المكتوبة، وهكذا، عند وفاته، طلبت عائلة لاند من زميله في المختبر تمزيق أوراقه وملاحظاته الشخصية، وهي مهمة استغرقت ثلاث سنوات لتكتمل. دفن في مقبرة جبل أوبورن في كامبريدج، في ماساتشوستس.

## للمزيد
- Earls, Alan R. and Rohani, Nasrin (2005), Polaroid Arcadia Publishing, Charleston, S.C., ISBN ISBN 0-7385-3699-7
- Wensberg, P. C. (1987) Land's Polaroid: a company and the man who invented it Houghton Mifflin, New York, ISBN 0-395-42114-4
- McElheny, Victor K. (1999) Edwin Herbert Land: May 7, 1909-March 1, 1991 National Academy Press, Washington, D.C., ISBN 0-309-06644-1
- Land؛ Daw (1962)، "Binocular Combination of Projected Images."، Science (نُشِر في 1962 Nov 2)، ج. 138، ص. 589–590، DOI:10.1126/science.138.3540.589، PMID:17832004 {{استشهاد}}: تحقق من التاريخ في: |تاريخ النشر= (مساعدة)
- Land؛ Hunt (1936)، "THE USE OF POLARIZED LIGHT IN THE SIMULTANEOUS COMPARISON OF RETINALLY AND CORTICALLY FUSED COLORS."، ساينس (نُشِر في 1936 Mar 27)، ج. 83، ص. 309، DOI:10.1126/science.83.2152.309، PMID:17749392 {{استشهاد}}: تحقق من التاريخ في: |تاريخ النشر= (مساعدة)

## وصلات خارجية
- إدوين لاند على موقع الموسوعة البريطانية (الإنجليزية)
- إدوين لاند على موقع مونزينجر (الألمانية)
- إدوين لاند على موقع إن إن دي بي (الإنجليزية)

- Short biography
- "Generation of Greatness: The Idea of a University in an Age of Science", Ninth Annual Arthur Dehon Little Memorial Lecture at the Massachusetts Institute of Technology. May 22, 1957
- Edwin Herbert Land
- Polaroid Land Camera